# Nanna Skodborg Merrald
Nanna Skodborg Merrald, née le 2 janvier 1992 à Hvalsø dans le Sjælland, est une cavalière de dressage danoise.

## Carrière sportive
Elle se qualifie pour la finale de la Coupe du monde de dressage 2014 à Lyon après avoir terminé 6e au classement de la Ligue d'Europe de l'Ouest ; elle doit cependant déclarer forfait après que son cheval Millibar n'a pas réussi le test vétérinaire.
Merrald représente le Danemark aux Jeux olympiques de Tokyo, au Japon, avec l'étalon Blue Hors Zack. Elle termine 4e avec l'équipe et 11e en finale individuelle.
En 2022, elle remporte une médaille d'or par équipe aux Championnats du monde FEI d'Herning. Elle fait partie de la délégation danoise aux Jeux olympiques 2024 où elle monte son cheval Blue Hors Zepter. Elle remporte la médaille d'argent par équipe et se classe 9e en libre individuel.